# Paul Gravett
Paul Gravett es un crítico, escritor y comisario artístico inglés especializado en cómics británicos e internacionales. Entre sus libros destacan Manga: Sixty years of Japanese comics (publicado en España por OnlyBook, 2006) y 1001 cómics que hay que leer antes de morir (Grijalbo, 2012).Ha comisariado varias exposiciones de cómics, incluyendo Tove Jansson, The Atom Style, Jack Kirby, Hypercomics y Posy Simmonds. Es coeditor de Escape Books y codirector de Comica, el festival internacional de cómics de Londres. Actualmente está trabajando en un nuevo libro para Tate Publishing y en una exposición para la British Library.